# Chocianowiec
Chocianowiec (deutsch: Groß Kotzenau) ist ein Dorf der Stadt- und Landgemeinde Chocianów im Powiat Polkowicki in der Woiwodschaft Niederschlesien in Polen.

## Geschichte
Der Ort wird 1286 zum ersten Mal erwähnt. Von 1910 bis 1985 war der Bahnhof Groß Kotzenau/Chocianowiec in Betrieb.

## Sehenswürdigkeiten
- Schloss Groß-Kotzenau bestehend aus der Ruine einer Spätrenaissance-Residenz, die mehrfach umgebaut wurde. Die Residenz diente u. a. den Adelsfamilien von Nostitz, von Stosch und Dohna-Schlodien als Sitz.
- Der zugehörige Landschaftspark wurde in der zweiten Hälfte des 18. Jahrhunderts und Anfang des 19. Jahrhunderts in einen romantischen Park umgestaltet.[2]
- Die Windmühle ist eine Bockwindmühle wohl vom Ende des 18. Jahrhunderts, sie wurde 1958–59 renoviert.[3]

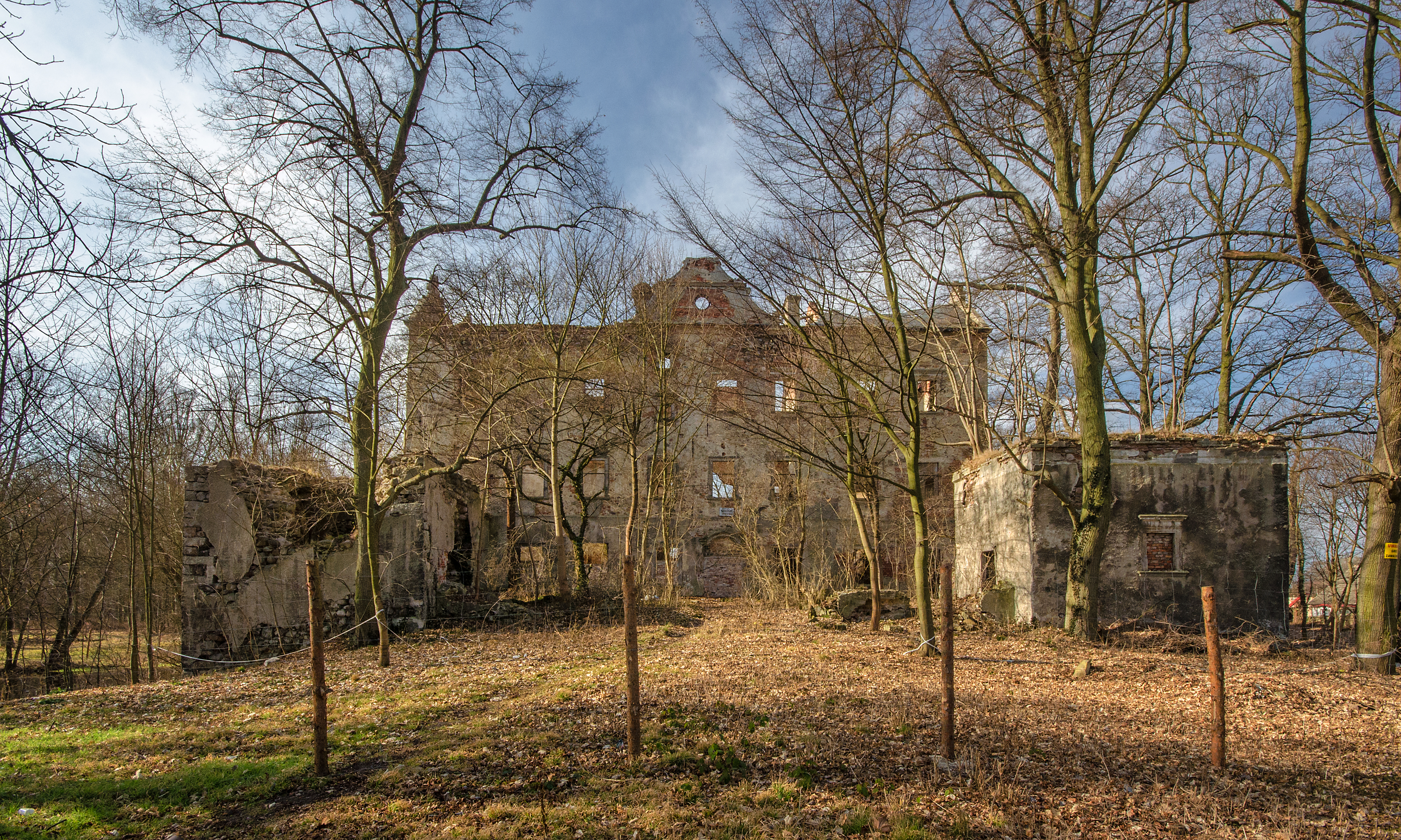
Ruine der Residenz
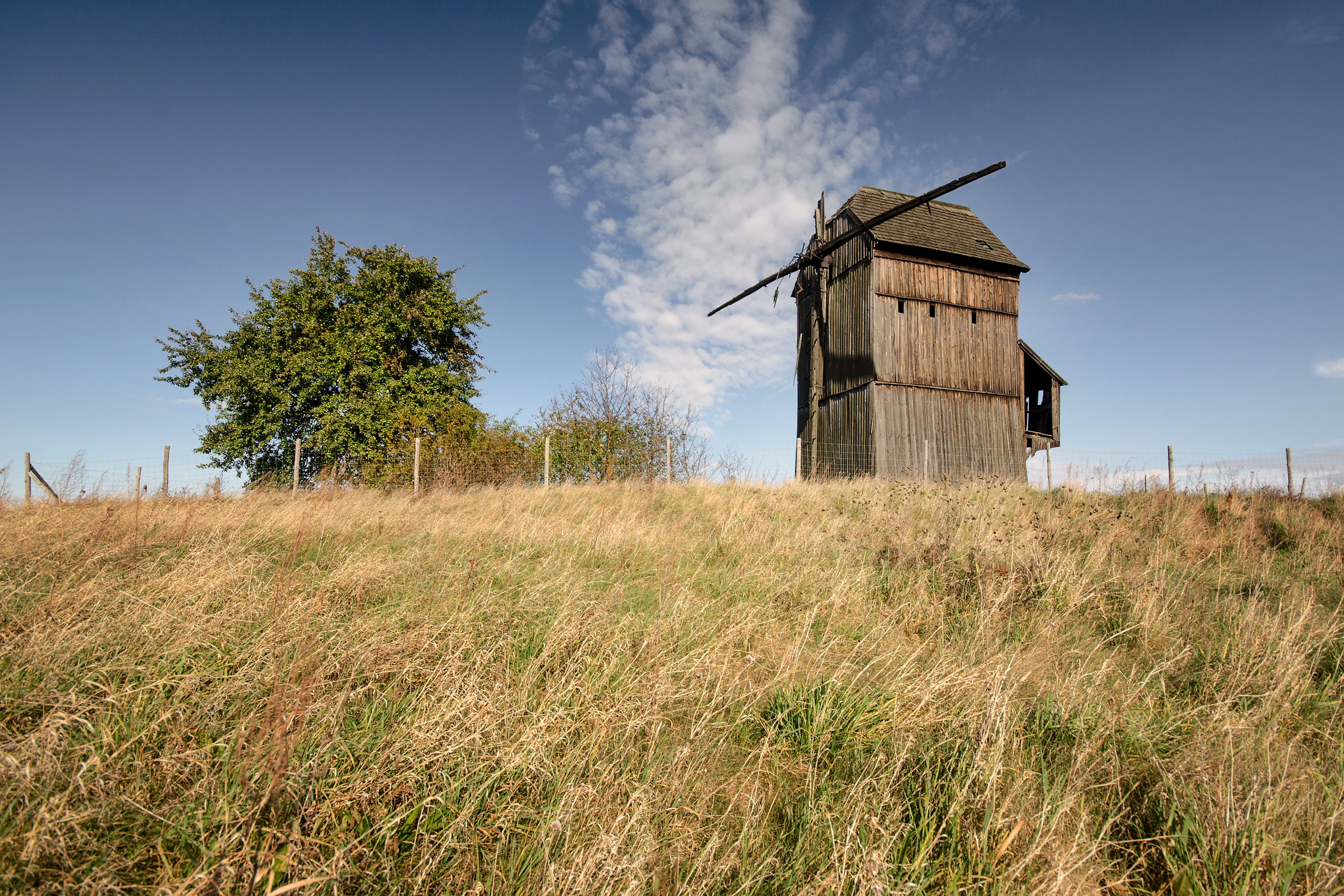
Windmühle